# Európai Ökociklus Társaság
Az Európai Ökociklus Társaság nemzetközi tudományos társaságot, 2012-ben alapították Alnarpban (Svédország) a "Sustainable Development Through Ecological Cycles (Ecocycles)" Erasmus intenzív program oktatói és hallgatói, és 2013. február 28-án jegyezte be gyöngyösi székhellyel az Egri Városi Bíróság. A Társaság alapító elnöke Kőmíves Tamás, alapító főtitkára Némethy Sándor.
A Társaság alapcélja a fenntartható fejlődés ügyének képviselete a döntéshozók, a szakma és a társadalom irányában. További célja a szakmai párbeszéd és véleménynyilvánítás lehetőségének fenntartása, valamint tudományos és szakmai kapcsolatok létrehozása a kutatás, az oktatás, a gyártók, a forgalmazók, a szakigazgatás és az ipari termelés, a mezőgazdaság, és a szolgáltatói szektor területén dolgozó szakemberek között. A Társaság konferenciákat és munkaértekezleteket szervez, és nemzetközi pályázatokon vesz részt.
A Társaság 2014-ben alapította az ECOCYCLES c. nemzetközi, open access, tudományos folyóiratot, és ennek felelős kiadója. Az ECOCYCLES 2015 óta jelenik meg, évi két füzetet publikál. A folyóiratban megjelent cikkeket - többek között - a Scopus, a Directory of Open Access Journals, a Magyar Tudományos Akadémia Könyvtárának Repozitóriuma és a Google Scholar referálja. A lap CiteScoreTracker (2022) értéke 0.7, Scimago Journal & Country Rank (2022) értéke 0.14.